# Opius lemonensis
Opius lemonensis är en stekelart som beskrevs av Fischer 1964. Opius lemonensis ingår i släktet Opius och familjen bracksteklar. Inga underarter finns listade i Catalogue of Life.